# Fernand Arnout
Fernand Arnout (n. 8 decembrie 1899, Paris, Île-de-France, Franța – d. 30 ianuarie 1974, Paris, Région parisienne, Franța) a fost un halterofil ce a reprezentat Franța, medaliat olimpic. A participat la o ediție a Jocurilor Olimpice (1928) în care a câștigat o medalie de bronz.